# AE Весов
AE Весов (лат. AE Librae) — двойная затменная переменная звезда типа Алголя (EA) в созвездии Весов на расстоянии приблизительно 3043 световых лет (около 933 парсеков) от Солнца. Видимая звёздная величина звезды — от +13,4m до +12,7m. Орбитальный период — около 1,2043 суток.